# Вишня (притока Південного Бугу)
Вишня — річка в Україні, у Літинському й Вінницькому районах Вінницької області, права притока Південного Бугу (басейн Чорного моря).

## Опис
Довжина річки 22 км., похил річки — 3,1 м/км. Повноцінно формується перед Вінницею з багатьох безіменних струмків та водойм. До входження у Вінницю у долині річки створено систему ставків для рибного господарства. У межах міста Вінниці річка утворює ставок «Качатник», «Озеро нижнє», «Озеро Вишенське». Назва ставка «Качатник» поширилась через близькість до невеличної птахофабрики, яка на час існування була на околицях міста. Нижнє озеро та Качатник поділяє тонкий ґрунтовий насип, який було споруджено для прокладання дитячої залізниці навколо нижнього озера, проте, проект не завершили, і про його існування зараз нагадують грунтові насипи із північної сторони озера, широкий міст через річку по проспекту Юності, який мав передбачати залізницю, та декілька трубних переходів під притоки струмків до Нижнього озера. На наступному озері, названому «Вишенське озеро» створено закритий для відвідування дендропарк — Ботанічний сад «Поділля», яким опіковується місцевий Аграрний університет, та відкритий для відпочинку та відвідування Вишенський парк (Раніше — «Парк дружби народів»). Нижче, у річку Вишня впадає частково схована під землю річка Дьогтянець, яка проходить з півночі на південь майже через всю Вінницю та стає досить повноводною у дощ, оскільки приймає багато дощової води із вулиць міста. Далі річка Вишня прямує більше кілометра закритою територією гаражних кооперативів, за психоневрологічним диспансером ім. Ющенка, у глибокій долині, стає знову доступна для відвідування та впадає у Південний Буг біля скелястих берегів.

## Розташування
Бере початок у селі Дашківці. Тече переважно на південний схід і на південно-східній околиці Вінниці (Вишенька, Сабарів) впадає у річку Південний Буг.
Населені пункти вздовж берегової смуги: Лукашівка, Слобода-Дашковецька, Ксаверівка, Березина.
Річку перетинає автомобільна дорога М12

## Притоки
- Корчмин — ліва
- Брусничівка — ліва
- Шереметка — права. Бере початок на північно-західній околиці села Агрономічного. Тече переважно на північний захід і у південно-західній частині Вінниці впадає у Вишню за 5 км від її гирла. Довжина — 7,2 км, площа басейну — 14,3 км².

## Цікавий факт
У Вінниці на лівому березі річки розташований національний музей-садиба М. І. Пирогова.,

## Спільні назви
У Вінниці таку ж назву мало невеличке поселення, — село Вишня, пізніше у 1960-х роках топонім був застосований у до цілого мікрорайону — Вишенька, з утворенням озер на річці, одне з них успадкувало назву — Нижнє озеро та Вишенське озеро. Із 2022 року таку ж назву отримав Вишенський парк шляхом його перейменування з «Парку дружби народів».